# Takashi Yamazaki
Takashi Yamazaki (山崎 貴, Yamazaki Takashi) (Matsumoto, prefectura de Nagano, 12 de juny de 1964) és un director, guionista i director de efectes especials japonès. Va guanyar el premi a millor director i millor guió en els premis de l'acadèmia Japonesa en 2006 per Always Sanchōme no Yūhi (2005). Actualment és membre de l'estudi d'animació i efectes especials Shirogumi.
Yamazaki és més reconegut a nivell internacional per dirigir la pel·lícula Kaijū Godzilla Minus One, que li va valer elogis tant del públic com de la crítica per la seva direcció, guió i treball en els efectes visuals; sent guardonat juntament amb el seu equip tècnic a diversos premis cinematogràfics incloent un premi Óscar en l'apartat d'efectes visuals en la 96a cerimònia celebrada el 2024.

## Biografia
Nascut el 12 de juny de 1964 a la ciutat de Matsumoto, prefectura de Nagano. Takashi Yamazaki va ser atret als 13 anys pels efectes especials de pel·lícules com Star Wars i Encontres a la tercera fase. Després de graduar-se en l'institut Matsumoto Agataoka de la prefectura de Nagano, va viatjar a Tòquio amb el propòsit d'estudiar i convertir-se en un tècnic d'efectes especials a l'escola d'art Asagaya. Amb 19 anys, mentre cursava el seu segon any de carrera, va treballar a mitja jornada en una productora comercial.
En 1986, graduat de l'escola Asagaya, Yamazaki va entrar a formar part de la corporació Shirogumi, on, dins del departament d'efectes visuals i composició digital, va participar en la pel·lícula Daibyônin (1993) de Jūzō Itami i Shizukana Seikatsu. Per a poder crear el tipus de pel·lícules que li agradaven, va lliurar el seu primer guió a la productora ROBOT, que, encara que va mostrar interès pel projecte, va rebutjar la proposta per costosa i, en el seu lloc, van produir Juvenile (2000), la primera pel·lícula dirigida per Yamazaki.
En 2003, Yamazaki va dirigir la seqüència d'obertura del joc Onimusha 3 per a PlayStation, seleccionada per a les conferències SIGGRAPH de 2004.

La seva tercera pel·lícula, Always Sanchôme no Yûhi (2005), un drama sobre la comunitat, la família i l'optimisme, va trencar amb la ciència-ficció a la qual el públic estava acostumat en les seves obres i es va guanyar el suport dels espectadors amb una recaptació de més de 3.230 milions de iens en taquilla. Posteriorment, va ser seleccionada en la categoria de millor pel·lícula en nombrosos premis cinematogràfics i va guanyar dotze guardons en la 29 edició dels premis de l'Acadèmia Japonesa.
Entre 2007 i 2014 Yamazaki va dirigir set pel·lícules: Always Zoku Sanchōme no Yūhi (2007), seqüela de Always Sanchôme no Yûhi (2005), Ballad: Namonakai Koi no Uta (2009), Yamato, la nau espacial de combat (2010),, Amics: En Rondinaire i l'illa dels monstres, Always Sanchōme no Yūhi '64, película que cierra la trilogía de Always Sanchōme no Yūhi (2005), Eien no 0 (2013) i Stand by Me Doraemon (2014).
Després que els drets de producció de l'obra de Iwaaki Hitoshi, Kiseijū (Paràsit), tornessin al Japó després de no haver estat produïda per Hollywood, Yamazaki es va embarcar en la direcció del projecte, desenvolupant així Parasyte: Part 1 (2014) i Parasyte: Part 2 (2015). Totes dues obres van ser èxit en taquilla en els seus respectius anys, arribant la primera a ser número u el cap de setmana de la seva estrena.
També ha participat en el departament d'efectes especials a K-20: Kaijin nijû mensô den (2008) i Shin Gojira (2016).
El juliol de 2018, es va anunciar la producció de la següent pel·lícula de Yamazaki Arukimedesu no taisen; basat en un manga de Norifusa Mita, aquesta imatge sobre la construcció del cuirassat Yamato, i protagonitzada per Masaki Suda en la seva primera col·laboració amb Yamazaki. Va ser llançat el juliol de 2019, i va ser la setzena pel·lícula japonesa més taquillera del 2019.
Després de l’estrena de Arukimedesu no taisen, Yamazaki va tenir l'oportunitat de fer una pel·lícula de Godzilla de l'executiu i productor de cinema de Toho Minami Ichikawa. Ichikawa va declarar que ell i Yamazaki van decidir col·laborar en el projecte durant la pandèmia de COVID-19 el 2020 i Yamazaki va passar tres anys escrivint el guió. La pel·lícula, titulada Godzilla Minus One, es va estrenar als cinemes japonesos el novembre de 2023 i es va convertir en una de les més aclamades pel·lícules de la franquícia. Pel seu treball a la pel·lícula, Yamazaki i el seu equip es van convertir en la primera pel·lícula japonesa a rebre una nominació a un Oscar als millors efectes visuals, que finalment va guanyar.
El 27 de desembre de 2023, Yamazaki va començar a dirigir una pel·lícula web kaiju a Ashikaga, Tochigi per a una important corporació alimentària, prevista per al març de 2024 amb una durada aproximadament un minut. Els seus efectes visuals també els va fer el mateix equip darrere de Godzilla Minus One. Més tard es va revelar que es titulava Foodlosslla (フードロスラ, Fūdo Rosura) i produïda per Ajinomoto.
Yamazaki va declarar el febrer de 2024 que té una nova pel·lícula en desenvolupament. El mes següent, Variety va informar que Yamazaki s'havia allistat recentment amb l'agència nord-americana Creative Artists Agency (CAA);, l'acord podria ajudar a que Yamazaki s'ocupés de les produccions de Hollywood.

## Vida personal
Yamazaki està casat amb el cineasta Shimako Satō, a qui va conèixer a l’Asagaya College of Art and Design. La parella té diversos gats, un dels quals va influir en Yamazaki mentre feia Godzilla Minus One.

## Filmografia
| Any  | Títol                                       | Director | Guionista | Efectes  | Efectes   | Notes                           | Ref.          |
| Any  | Títol                                       | Director | Guionista | Visuals  | Especials | Notes                           | Ref.          |
| ---- | ------------------------------------------- | -------- | --------- | -------- | --------- | ------------------------------- | ------------- |
| 1987 | Hyōryū Kyōshitsu                            | No       | No        | No       | Sí        |                                 | [ 20 ]        |
| 1988 | Marusa no onna 2                            | No       | No        | No       | Sí        |                                 | [ 20 ]        |
| 1989 | Sweet Home                                  | No       | No        | No       | Sí        |                                 | [ 20 ]        |
| 1993 | Daibyonin                                   | No       | No        | No       | Sí        | També compositor digital        | [ 21 ] [ 22 ] |
| 1994 | Uneasy Encounters                           | No       | No        | No       | Sí        | També compositor digital        | [ 21 ]        |
| 1995 | Eko Eko Azarak: Wizard of Darkness          | No       | No        | No       | Sí        | També compositor digital        | [ 20 ] [ 21 ] |
| 1995 | A Quiet Life                                | No       | No        | No       | Sí        | També compositor digital        | [ 21 ] [ 22 ] |
| 1996 | Eko Eko Azarak II: Birth of the Wizard      | No       | No        | No       | Sí        | També compositor digital        | [ 20 ] [ 21 ] |
| 1996 | Sūpā no onna                                | No       | No        | No       | Sí        | També compositor digital        | [ 21 ]        |
| 1997 | Parasite Eve                                | No       | No        | No       | Sí        | També història                  | [ 20 ] [ 21 ] |
| 2000 | Juvenile                                    | Sí       | Sí        | Sí       | No        |                                 | [ 21 ]        |
| 2002 | Returner                                    | Sí       | Sí        | Sí       | No        |                                 | [ 21 ]        |
| 2005 | Always Sanchōme no Yūhi                     | Sí       | Sí        | Sí       | No        |                                 | [ 21 ]        |
| 2007 | Always Zoku Sanchōme no Yūhi                | Sí       | Sí        | Sí       | No        | També dissenyador de Godzilla   | [ 21 ] [ 23 ] |
| 2008 | K-20: Legend of the Mask                    | No       | Associae  | Associat | No        |                                 | [ 24 ]        |
| 2009 | Ballad                                      | Sí       | Sí        | Sí       | No        |                                 | [ 21 ]        |
| 2010 | Yamato, la nau espacial de combat           | Sí       | No        | Sí       | No        |                                 | [ 21 ]        |
| 2011 | Amics: En Rondinaire i l'illa dels monstres | Sí       | Sí        | No       | No        |                                 | [ 21 ]        |
| 2012 | Always Sanchōme no Yūhi '64                 | Sí       | Sí        | Sí       | No        |                                 | [ 21 ]        |
| 2013 | Eien no 0                                   | Sí       | Sí        | Sí       | No        |                                 | [ 21 ]        |
| 2014 | Stand by Me Doraemon                        | Sí       | Sí        | No       | No        |                                 | [ 25 ]        |
| 2014 | Parasyte: Part 1                            | Sí       | Sí        | Sí       | Sí        |                                 | [ 26 ]        |
| 2014 | Bump of Chicken: Willpolis 2014             | Sí       | No        | No       | No        |                                 | [ 27 ]        |
| 2015 | Parasyte: Part 2                            | Sí       | Sí        | Sí       | Sí        |                                 | [ 28 ]        |
| 2016 | Kaizoku to yobareta otoko                   | Sí       | Sí        | Sí       | No        |                                 | [ 29 ]        |
| 2017 | ＤＥＳＴＩＮＹ 鎌倉ものがたり               | Sí       | Sí        | Sí       | No        |                                 | [ 30 ]        |
| 2019 | Arukimedesu no taisen                       | Sí       | Sí        | Sí       | No        |                                 | [ 31 ]        |
| 2019 | Dragon Quest: Your Story                    | Sí       | Sí        | No       | No        |                                 | [ 32 ]        |
| 2019 | Lupin III: The first                        | Sí       | Sí        | No       | No        |                                 | [ 33 ]        |
| 2020 | Stand by Me Doraemon 2                      | Sí       | Sí        | No       | No        |                                 | [ 34 ]        |
| 2021 | It's a Flickering Life キネマの神様#映画    | No       | No        | Sí       | No        |                                 | [ 35 ] [ 36 ] |
| 2022 | Ghost Book Obakezukan おばけずかん#実写映画 | Sí       | Sí        | Sí       | No        | També dissenyador de pesonatges | [ 35 ]        |
| 2023 | Godzilla Minus One                          | Sí       | Sí        | Sí       | No        | També dissenyador del Godzilla  | [ 38 ] [ 39 ] |
| 2024 | Foodlosslla                                 | Sí       | No        | Sí       | No        | Curtmetratge web                | [ 40 ] [ 41 ] |

## Premis i nominacions
| Any  | Premi                                                        | Categoria                                         | Obra nominada                                     | Resultat     | Ref.          |
| ---- | ------------------------------------------------------------ | ------------------------------------------------- | ------------------------------------------------- | ------------ | ------------- |
| 2000 | 30è Festival de Cinema de Giffoni                            | Secció Early Screens                              | Juvenile                                          | Guanyador    |               |
| 2005 | 30ns Hochi Film Awards                                       | Millor pel·lícula                                 | Always: Sunset on Third Street                    | Guanyador    |               |
| 2005 | 18th Nikkan Sports Film Awards                               | Yūjirō Ishihara Award                             | Always: Sunset on Third Street                    | Guanyador    |               |
| 2006 | 9è Festival de Cinema d'Extrem Orient                        | Premid el Públic                                  | Always: Sunset on Third Street                    | Nominat      |               |
| 2006 | 29ns Premis de Cinema de l'Acadèmia Japonesa                 | Pel·lícula de l’any                               | Always: Sunset on Third Street                    | Guanyador    | [ 42 ]        |
| 2006 | 29ns Premis de Cinema de l'Acadèmia Japonesa                 | Director de l’any                                 | Always: Sunset on Third Street                    | Guanyador    | [ 42 ]        |
| 2006 | 29ns Premis de Cinema de l'Acadèmia Japonesa                 | Guió de l’any                                     | Always: Sunset on Third Street                    | Guanyador    | [ 42 ]        |
| 2006 | 79ns Premis Kinema Junpo                                     | Premi dels Lectors                                | Always: Sunset on Third Street                    | Guanyador    |               |
| 2006 | 60ns Mainichi Film Awards                                    | Premi dels Lectors                                | Always: Sunset on Third Street                    | Guanyador    |               |
| 2006 | 60ns Mainichi Film Awards                                    | Premi Tècnic                                      | Always: Sunset on Third Street                    | Guanyador    |               |
| 2006 | 27è Festival de Cinema de Yokohama                           | Millor tècnic                                     | Always: Sunset on Third Street                    | Guanyador    |               |
| 2006 | 27ns Festival de Cinema Asiàtic de Nova York                 | Premi del Públic                                  | Always: Sunset on Third Street                    | Guanyador    |               |
| 2008 | 31ns Premis de Cinema de l'Acadèmia Japonesa                 | Pel·lícula de l'Any                               | Always: Sunset on Third Street 2                  | Nominat      | [ 43 ]        |
| 2008 | 31ns Premis de Cinema de l'Acadèmia Japonesa                 | Director de l'any                                 | Always: Sunset on Third Street 2                  | Nominat      | [ 43 ]        |
| 2008 | 31ns Premis de Cinema de l'Acadèmia Japonesa                 | Guió de l'any                                     | Always: Sunset on Third Street 2                  | Nominat      | [ 43 ]        |
| 2008 | 2ns Asian Film Awards                                        | Millors efectes visuals                           | Always: Sunset on Third Street 2                  | Nominat      |               |
| 2011 | 24ns Nikkan Sports Film Awards                               | Premi dels Lectors                                | Yamato, la nau espacial de combat                 | Guanyador    |               |
| 2011 | 5ns Asian Film Awards                                        | Millors efectes visuals                           | Yamato, la nau espacial de combat                 | Nominat      |               |
| 2013 | 36ns Premis de Cinema de l'Acadèmia Japonesa                 | Animació de l'any                                 | Amics: En Rondinaire i l'illa dels monstres       | Nominat      |               |
| 2013 | 56th Premis Blue Ribbon                                      | Millor pel·lícula                                 | Eien no 0                                         | Nominat      |               |
| 2014 | 38ns Premis de Cinema de l'Acadèmia Japonesa                 | Pel·lícula de l'Any                               | Eien no 0                                         | Guanyador    | [ 44 ]        |
| 2014 | 38ns Premis de Cinema de l'Acadèmia Japonesa                 | Director de l'any                                 | Eien no 0                                         | Guanyador    | [ 44 ]        |
| 2014 | 38ns Premis de Cinema de l'Acadèmia Japonesa                 | Guió de l'any                                     | Eien no 0                                         | Nominat      | [ 44 ]        |
| 2014 | 16è Festival de Cinema d'Extrem Orient                       | Premid el Públic                                  | Eien no 0                                         | Guanyador    |               |
| 2014 | 27ns Nikkan Sports Film Award                                | Millor pel·lícula                                 | Eien no 0                                         | Guanyador    |               |
| 2014 | 27ns Nikkan Sports Film Award                                | Millor director                                   | Eien no 0 i Stand by Me Doraemon                  | Guanyador    |               |
| 2014 | 38ns Premis de Cinema de l'Acadèmia Japonesa                 | Animació de l'any                                 | Stand by Me Doraemon                              | Guanyador    | [ 45 ]        |
| 2015 | 5ns Asian Film Awards                                        | Millors efectes visuals                           | Parasyte: Part 1                                  | Nominat      |               |
| 2015 | 12ns Nippon Connection Japanese Film Festival                | Millor pel·lícula                                 | Parasyte: Part 1                                  | Nominat      |               |
| 2015 | 12ns Nippon Connection Japanese Film Festival                | Millor pel·lícula                                 | Parasyte: Part 2                                  | Nominat      |               |
| 2018 | 12ns Nippon Connection Japanese Film Festival                | Millor pel·lícula                                 | Destiny: The Tale of Kamakura 鎌倉ものがたり#映画 | Nominat      |               |
| 2019 | 44tns Hochi Film Awards                                      | Millor pel·lícula                                 | Arukimedesu no taisen                             | Nominat      |               |
| 2019 | 32ns Nikkan Sports Film Awards                               | Yūjirō Ishihara Award                             | Arukimedesu no taisen                             | Guanyador    |               |
| 2020 | 43ns Premis de Cinema de l'Acadèmia Japonesa                 | Animació de l'any                                 | Lupin III: The first                              | Nominat      |               |
| 2020 | 42è Festival de Cinema d'Animació d'Annecy                   | Millor pel·lícula                                 | Lupin III: The first                              | Nominat      |               |
| 2021 | 5ns Premis de la Societat de Crítics de Cinema de Hawaii     | Millor pel·lícula d'animació                      | Lupin III: The first                              | Guanyador    |               |
| 2021 | 44ns Premis de Cinema de l'Acadèmia Japonesa                 | Animació de l'any                                 | Stand by Me Doraemon 2                            | Nominat      | [ 46 ]        |
| 2023 | 36ns Premis de l'Associació de Crítics de Cinema de Chicago  | Millor ús dels efectes visuals                    | Godzilla Minus One                                | Guanyador    | [ 47 ]        |
| 2023 | 36ns Premis de l'Associació de Crítics de Cinema de Chicago  | Millor pel·lícula de parla no anglesa             | Godzilla Minus One                                | Nominat      | [ 47 ]        |
| 2023 | 28ns Florida Film Critics Circle Awards                      | Millors efectes visuals                           | Godzilla Minus One                                | Guanyador    | [ 48 ]        |
| 2023 | 28ns Florida Film Critics Circle Awards                      | Millor pel·lícula de parla no anglesa             | Godzilla Minus One                                | Nominat      | [ 49 ]        |
| 2023 | 48ns Hochi Film Awards                                       | Millor pel·lícula                                 | Godzilla Minus One                                | Nominat      | [ 50 ]        |
| 2023 | 48ns Hochi Film Awards                                       | Millor director                                   | Godzilla Minus One                                | Guanyador    | [ 50 ]        |
| 2023 | 15ns Indiana Film Journalists Association Awards             | Millor pel·lícula                                 | Godzilla Minus One                                | Nominat      | [ 51 ]        |
| 2023 | 15ns Indiana Film Journalists Association Awards             | Millor pel·lícula en llengua estrangera           | Godzilla Minus One                                | Participant  | [ 51 ]        |
| 2023 | 27th Las Vegas Film Critics Society Awards                   | Milkor pel·lícula Horror/Sci-Fi                   | Godzilla Minus One                                | Guanyador    | [ 52 ]        |
| 2023 | 27th Las Vegas Film Critics Society Awards                   | Millor pel·lícula internacional                   | Godzilla Minus One                                | Guanyador    | [ 52 ]        |
| 2023 | 27th Las Vegas Film Critics Society Awards                   | Millors efectes visuals                           | Godzilla Minus One                                | Nominat      | [ 52 ]        |
| 2023 | 27th Las Vegas Film Critics Society Awards                   | Millor pel·lícula d’acció                         | Godzilla Minus One                                | Nominat      | [ 52 ]        |
| 2023 | 36ns [[Nikkan Sports Film Award                              | Yūjirō Ishihara Award]]                           | Godzilla Minus One                                | Nominat      | [ 53 ]        |
| 2023 | 7ns Philadelphia Film Critics Circle Awards                  | Premi Philips Steaks Cheesesteak                  | Godzilla Minus One                                | Participant  | [ 54 ]        |
| 2023 | 10ns Phoenix Critics Circle Awards                           | Millor pel·lícula en llengua estrangera           | Godzilla Minus One                                | Nominat      | [ 55 ]        |
| 2023 | 20th St. Louis Gateway Film Critics Association Awards       | Millors efectes visuals                           | Godzilla Minus One                                | Nominat      | [ 56 ]        |
| 2024 | Premis Oscar de 2023                                         | Millors efectes visuals                           | Godzilla Minus One                                | Guanyador    | [ 57 ]        |
| 2024 | 17ns Asian Film Awards                                       | Millors efectes visuals                           | Godzilla Minus One                                | Guanyador    | [ 58 ]        |
| 2024 | 19th Austin Film Critics Association Awards                  | Millor pel·lícula                                 | Godzilla Minus One                                | 6è lloc      | [ 59 ]        |
| 2024 | 19th Austin Film Critics Association Awards                  | Millor pel·lícula internacional                   | Godzilla Minus One                                | Guanyador    | [ 59 ]        |
| 2024 | 67ns Blue Ribbon Awards                                      | Millor pel·lícula                                 | Godzilla Minus One                                | Guanyador    | [ 60 ] [ 61 ] |
| 2024 | 67ns Blue Ribbon Awards                                      | Millor director                                   | Godzilla Minus One                                | Nominat      | [ 60 ] [ 61 ] |
| 2024 | 5th Chicago Indie Critics Awards                             | Millors efectes visuals                           | Godzilla Minus One                                | Guanyador    | [ 62 ]        |
| 2024 | 7ns Columbus Film Critics Association Awards                 | Millor pel·lícula                                 | Godzilla Minus One                                | Nominat      | [ 63 ]        |
| 2024 | 7ns Columbus Film Critics Association Awards                 | Millor pel·lícula en llengua estrangera           | Godzilla Minus One                                | Nominat      | [ 63 ]        |
| 2024 | 29ns Premis Critics' Choice Awards                           | Millor pel·lícula en llengua estrangera           | Godzilla Minus One                                | Nominat      | [ 64 ]        |
| 2024 | 16ns Denver Film Critics Society Awards                      | Millor Sci-Fi/Horror                              | Godzilla Minus One                                | Guanyador    | [ 65 ]        |
| 2024 | 16ns Denver Film Critics Society Awards                      | Millors efectes visuals                           | Godzilla Minus One                                | Nominat      | [ 65 ]        |
| 2024 | 16ns Denver Film Critics Society Awards                      | Millor pel·lícula en llengua no anglesa           | Godzilla Minus One                                | Guanyador    | [ 65 ]        |
| 2024 | 5ns DiscussingFilm Critic Awards                             | Millor pel·lícula internacional                   | Godzilla Minus One                                | Participant  | [ 66 ]        |
| 2024 | 5ns DiscussingFilm Critic Awards                             | Millors efectes visuals                           | Godzilla Minus One                                | Guanyador    | [ 66 ]        |
| 2024 | 13ns Georgia Film Critics Association Awards                 | Millor pel·lícula                                 | Godzilla Minus One                                | Nominat      | [ 67 ]        |
| 2024 | 13ns Georgia Film Critics Association Awards                 | Millor pel·lícula internacional                   | Godzilla Minus One                                | Guanyador    | [ 68 ]        |
| 2024 | 6ns Greater Western New York Film Critics Association Awards | Millor pel·lícula estrangera                      | Godzilla Minus One                                | Nominat      | [ 69 ]        |
| 2024 | 22ns Gold Derby Film Awards                                  | Millors efectes visuals                           | Godzilla Minus One                                | Guanyador    | [ 70 ]        |
| 2024 | 8ns Hawaii Film Critics Society Awards                       | Millors efectes visuals                           | Godzilla Minus One                                | Nominat      | [ 71 ]        |
| 2024 | 8ns Hawaii Film Critics Society Awards                       | Millor pel·lícula de terror                       | Godzilla Minus One                                | Nominat      | [ 71 ]        |
| 2024 | 8ns Hawaii Film Critics Society Awards                       | Millor pel·lícula de ciència-ficció               | Godzilla Minus One                                | Guanyador    | [ 71 ]        |
| 2024 | 8ns Hawaii Film Critics Society Awards                       | Millor pel·lícula en llengua estrangera           | Godzilla Minus One                                | Nominat      | [ 71 ]        |
| 2024 | 17ns Houston Film Critics Society Awards                     | Millor pel·lícula                                 | Godzilla Minus One                                | Nominat      | [ 72 ]        |
| 2024 | 17ns Houston Film Critics Society Awards                     | Millor pel·lícula en llengua estrangera           | Godzilla Minus One                                | Nominat      | [ 72 ]        |
| 2024 | 17ns Houston Film Critics Society Awards                     | Millors efectes visuals                           | Godzilla Minus One                                | Nominat      | [ 72 ]        |
| 2024 | 47ns Premis de Cinema de l'Acadèmia Japonesa                 | Pel·lícula de l'Any                               | Godzilla Minus One                                | Guanyador    | [ 73 ]        |
| 2024 | 47ns Premis de Cinema de l'Acadèmia Japonesa                 | Millor director                                   | Godzilla Minus One                                | Nominat      | [ 73 ]        |
| 2024 | 47ns Premis de Cinema de l'Acadèmia Japonesa                 | Millor guió                                       | Godzilla Minus One                                | Guanyador    | [ 73 ]        |
| 2024 | 59th Kansas City Film Critics Circle Awards                  | Millor ciència-ficció, fantasia o terror          | Godzilla Minus One                                | Guanyador    | [ 74 ]        |
| 2024 | Latino Entertainment Journalists Association Awards          | Millor pel·lícula internacional                   | Godzilla Minus One                                | Nominat      | [ 75 ]        |
| 2024 | Latino Entertainment Journalists Association Awards          | Millors efectes visuals                           | Godzilla Minus One                                | Nominat      | [ 75 ]        |
| 2024 | 78ns Premis de Cinema Mainichi                               | Premi a l’Excel·lència                            | Godzilla Minus One                                | Nominat      | [ 76 ]        |
| 2024 | 78ns Premis de Cinema Mainichi                               | Millor director                                   | Godzilla Minus One                                | Nominat      | [ 76 ]        |
| 2024 | 6ns Music City Film Critics' Association Awards              | Millor pel·lícula internacional                   | Godzilla Minus One                                | Guanyador    | [ 77 ]        |
| 2024 | 6ns Music City Film Critics' Association Awards              | Millor pel·lícula d’acció                         | Godzilla Minus One                                | Nominat      | [ 77 ]        |
| 2024 | 12ns North Carolina Film Critics Association Awards          | Millor pel·lícula narrativa                       | Godzilla Minus One                                | Nominat      | [ 78 ]        |
| 2024 | 12ns North Carolina Film Critics Association Awards          | Millor pel·lícula en llengua estrangera           | Godzilla Minus One                                | Nominat      | [ 78 ]        |
| 2024 | 5ns North Dakota Film Society Awards                         | Millors efectes visuals                           | Godzilla Minus One                                | Nominat      | [ 79 ]        |
| 2024 | 27ns Online Film Critics Society Awards                      | Millors efectes visuals                           | Godzilla Minus One                                | Nominat      | [ 80 ]        |
| 2024 | 27ns Online Film Critics Society Awards                      | Millor pel·lícula Not in the English Language     | Godzilla Minus One                                | Nominat      | [ 80 ]        |
| 2024 | 3ns Portland Critics Association Awards                      | Millor pel·lícula no en llengua anglesa           | Godzilla Minus One                                | Nominat      | [ 81 ]        |
| 2024 | 3ns Portland Critics Association Awards                      | Millor pel·lícula de ciència-ficció               | Godzilla Minus One                                | Guanyador    | [ 81 ]        |
| 2024 | 3ns Portland Critics Association Awards                      | Millors efectes visuals                           | Godzilla Minus One                                | Nominat      | [ 81 ]        |
| 2024 | 3ns Portland Critics Association Awards                      | Millors dobles o acció coreogràfica               | Godzilla Minus One                                | Nominat      | [ 81 ]        |
| 2024 | 28ns San Diego Film Critics Society Awards                   | Millor pel·lícula en llengua estrangera           | Godzilla Minus One                                | Participació | [ 82 ]        |
| 2024 | 28ns San Diego Film Critics Society Awards                   | Millors efectes visuals                           | Godzilla Minus One                                | Guanyador    | [ 82 ]        |
| 2024 | 28ns San Diego Film Critics Society Awards                   | Millor disseny de so                              | Godzilla Minus One                                | Nominat      | [ 82 ]        |
| 2024 | 8ns Seattle Film Critics Society Awards                      | Millor pel·lícula internacional                   | Godzilla Minus One                                | Guanyador    | [ 83 ]        |
| 2024 | 8ns Seattle Film Critics Society Awards                      | Millors efectes visuals                           | Godzilla Minus One                                | Guanyador    | [ 83 ]        |
| 2024 | 8ns Seattle Film Critics Society Awards                      | Millor coreografia d’acció                        | Godzilla Minus One                                | Nominat      | [ 83 ]        |
| 2024 | 22ns Utah Film Critics Association Awards                    | Millor pel·lícula d’acció                         | Godzilla Minus One                                | participant  | [ 84 ]        |
| 2024 | 22ns Utah Film Critics Association Awards                    | Millors efectes visuals                           | Godzilla Minus One                                | Guanyador    | [ 84 ]        |
| 2024 | 22ns Visual Effects Society Awards                           | Personatge animat destacat en una funció fotoreal | Godzilla Minus One                                | Nominat      | [ 85 ]        |